# ヒレンジャク
ヒレンジャク（緋連雀、十二紅、学名: Bombycilla japonica）は、北東アジアに生息するレンジャク科に分類される鳥である。日本では冬鳥として見られる。

## 形態

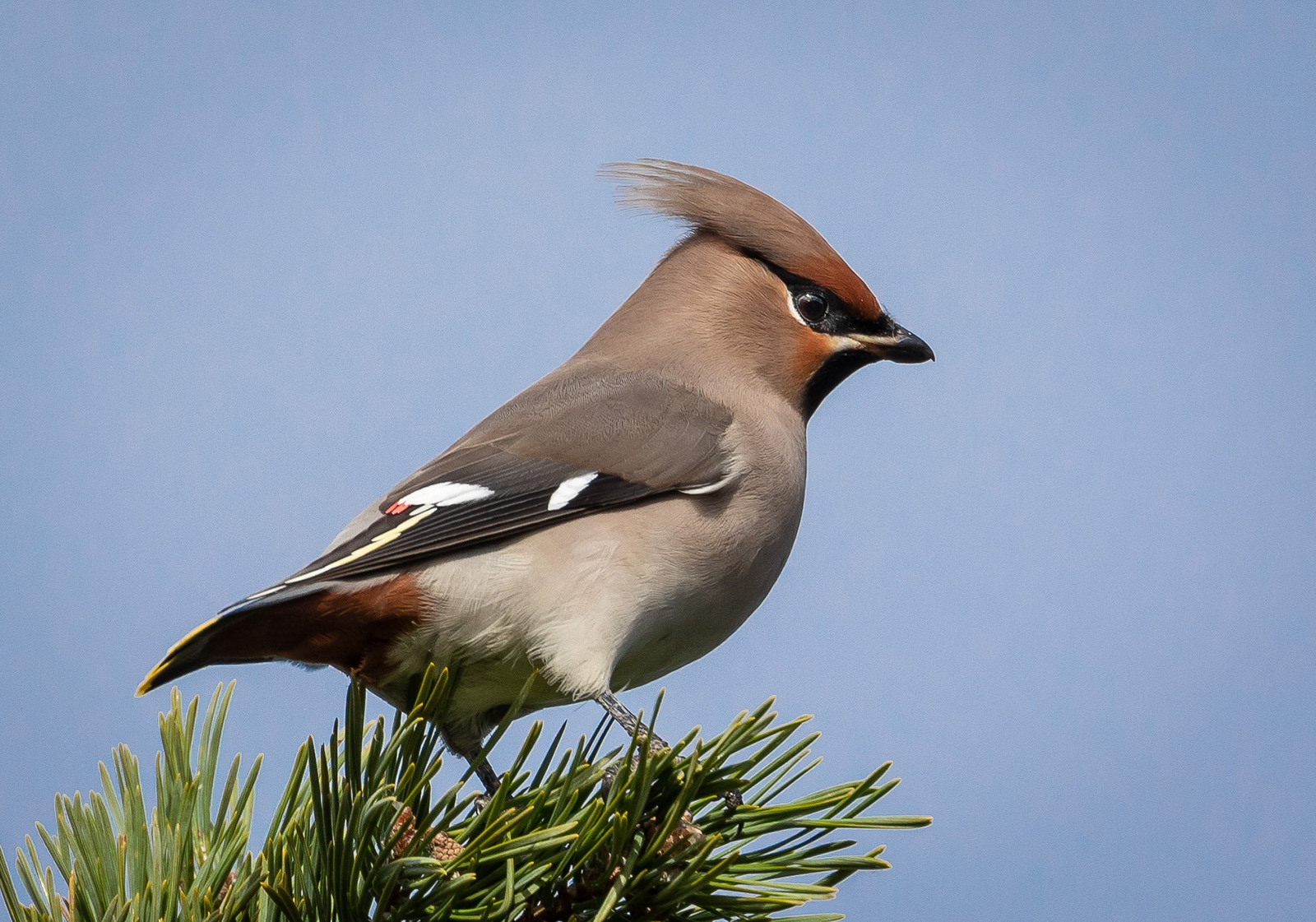
羽の先に赤い蝋状突起をもつキレンジャク

体長は約18cm、翼開長は約29cm。オスとメスはほぼ同色で、全体的に赤紫がかった淡褐色であるが、頭や羽などに特徴的な部位が多い。顔はやや赤褐色みを帯び、尖った冠羽、冠羽の縁まで至る黒い過眼線、黒いのど（メスは、黒斑の下端の境界が曖昧である）などである。
初列風切は黒褐色で、外弁は灰色、オスは白斑があるが、メスは外弁にのみ白斑がある。次列風切に灰色で先の方は黒色、先端部は赤い。レンジャク族の英名「ワックスウィング」(Waxwing) の由来である、キレンジャクやヒメレンジャクに見られる次列風切の先端にある赤い蝋状の突起物は、ヒレンジャクにはない。大雨覆の先端は暗赤色。
腹は黄色みを帯びており（キレンジャクとは異なる）、腰から上尾筒は灰色、下尾筒は赤（キレンジャクは橙褐色）、尾は灰黒色で先端が赤色である。尾羽の枚数は12枚であり、漢名「十二紅」の由来となっている。

## 分布
ヒレンジャクはシベリア東部・中国北東部のアムール川・ウスリー川流域で繁殖するが、森林の減少と環境悪化によって絶滅が危惧されている。
越冬地は日本のほか、サハリン、朝鮮半島、中国南部、台湾などだが、年によって飛来数が極めて不規則であり、まったく観察されない年があったり、越冬地でも一年を通してみられることもある。日本では沖縄県中部より北の地域に、11月から5月にかけて滞在する。東日本に多いキレンジャクに対して、ヒレンジャクは西日本に多く渡来する。越冬地は低地や、丘陵地の開けた森林・農地などであり、公園や家の庭などにも餌となる果実を求めて飛来する。なおヨーロッパでも目撃報告があるが、これは飼育されていた個体が逃げたものと見られている。

## 生態
日本などに飛来する冬の非繁殖期には主に果実類、ネズミモチ、イボタノキ、ニシキギ、ヤドリギ、ノイバラ、ヤツデなどを食するが、繁殖期である夏の間は昆虫食である。ヒレンジャクは基本的に数羽から数十羽の群れで行動するが、稀に100羽以上の大群となることもある。また、しばしばキレンジャクとの混群もみられる。鳴き声は甲高く「ヒーヒー」「チリチリ」などと鳴くが、囀りはない。巣は、樹上に小枝を用いたお椀状のものを作り、その中には草や苔などを敷く。卵の数は5 - 6個。

## 名前
キレンジャクとともに平安時代から「連雀（れんじゃく）」「唐雀（からすずみ）」などとして知られていた。連雀の名の由来は、群で行動するためである。キレンジャクとヒレンジャクを区別するようになったのは江戸時代中期からで、それぞれ漢名の「十二黄」と「十二紅」に相当すると「喚子鳥」などに記されている。また、ヤドリギ（古名：ほや）を食することから「ほやどり」とも呼ばれていた。